# Grammomys macmillani
Grammomys macmillani é uma espécie de roedor da família Muridae.
Pode ser encontrada nos seguintes países: República Centro-Africana, República Democrática do Congo, Etiópia, Quénia, Sudão, Tanzânia e Uganda.
Os seus habitats naturais são: florestas subtropicais ou tropicais húmidas de baixa altitude, pântanos subtropicais ou tropicais, campos de gramíneas de baixa altitude subtropicais ou tropicais sazonalmente húmidos ou inundados, áreas húmidas dominadas por vegetação arbustiva e áreas urbanas.